# Epsilon Reticuli b
Epsilon Reticuli b (a volte scritto Epsilon Reticuli Ab) è un pianeta extrasolare orbitante attorno alla stella Epsilon Reticuli, alla distanza di 59 anni luce dal Sistema solare.

## Scoperta
Il pianeta fu notato nel dicembre del 2000 attraverso le osservazioni del team dell'indagine astronomica Anglo-Australian Planet Search, capeggiato da Paul Butler ed altri scienziati, utilizzando il metodo della velocità radiale.

## Caratteristiche
Si tratta di un pianeta gigante gassoso: la sua massa è maggiore del 55% a quella di Giove. La sua orbita è tuttavia estremamente simile a quella della Terra, dunque si troverebbe nella cosiddetta zona abitabile; in realtà, la natura stessa del pianeta, estremamente grande e probabilmente senza superficie solida, non consentirebbe l'esistenza di esseri viventi così come noi li intendiamo. Anche su un suo eventuale satellite naturale la temperatura potrebbe essere troppo elevata per sostenere la vita, almeno come noi la conosciamo, visto che la zona abitabile della stella va da 2,45 a 4,8 UA. La temperatura sulla superficie dell'eventuale luna dipende però da vari fattori, come l'albedo e la composizione atmosferica.